# Катедральний храм Святого Апостола Андрія Первозванного (Одеса)
Кафедральний храм Святого Апостола Андрія Первозванного — кафедральний собор УГКЦ у місті Одеса. Розташований за адресою: вул. Гімназична, 22/24.

## Історія
Парафія святого апостола Андрія Первозванного була офіційно заснована у 2005 році, коли на вулиці Гімназичній в м. Одеса було відкрито храм-каплицю. Приміщення було придбане владикою Василієм Івасюком. До моменту відкриття молитовної каплиці святого Андрія, з 1994 року уже була зареєстрована громада УГКЦ святих Бориса і Гліба. З того часу Богослужіння проходили у приватній квартирі п. Мирослави Гладіної по вул. Філатова 46, та у підвалі Римо-Католицького костелу Успіння Пресвятої Богородиці по вул. Катерининській 33.
Першу урочисту Божественну Літургію і Чин Освячення облаштованого під молитовну каплицю приміщення по вул. Гімназична 22, здійснив Блаженніший Любомир Кардинал Гузар у співслужінні владики Василя Івасюка, екзарха Одеського, владики Степана Менька, екзарха Донецького та владики Василя Семенюка, архієпископа і митрополита Тернопільско-Зборівського. Храм святого апостола Андрія Первозванного є катедральним храмом правлячого екзарха Одеського владики Михаїла Бубнія.
Варто зазначити про те, що на парафії діє катехитична школа ім. Митрополита Андрея Шептицького та активно проводиться катехизація молоді і дорослих, літні табори та реколекції. Також функціонують такі молитовні спільноти як «Апостольство молитви», «Матері в молитві», Братство Матері Божої Неустанної Помочі та «Апостольство доброї смерті», Біблійний клуб, спільнота Благословення, Лицарі Колумба, соціальне служіння. У храмі зберігаються мощі святого Антонія Падевського та копія Чудотворної ікони Зарваницької Богородиці.
Також на території парафії є катехитичний центр, який використовується для катехизацій, зустрічі молоді, репетицій хору, парафіяльних зборів, конференцій та благодійних ярмарок. При парафії здійснюють своє служіння сестри СНДМ. Душпастирське служіння здійснюють о. Руслан Остафій та о. Ігор Тарас.